# Cophella
Cophella is een geslacht van rechtvleugeligen uit de familie krekels (Gryllidae). De wetenschappelijke naam van dit geslacht is voor het eerst geldig gepubliceerd in 1928 door Hebard.

## Soorten
Het geslacht Cophella omvat de volgende soorten:
- Cophella azumai Otte & Perez-Gelabert, 2009
- Cophella ceroton Otte & Perez-Gelabert, 2009
- Cophella diva Otte & Perez-Gelabert, 2009
- Cophella drasticor Otte & Perez-Gelabert, 2009
- Cophella evides Otte & Perez-Gelabert, 2009
- Cophella evoplon Otte & Perez-Gelabert, 2009
- Cophella formosa Hebard, 1928
- Cophella nychios Otte & Perez-Gelabert, 2009
- Cophella phylax Otte & Perez-Gelabert, 2009
- Cophella picta Hebard, 1928
- Cophella pseudopicta Bonfils, 1981
- Cophella ramireza Otte & Perez-Gelabert, 2009
- Cophella rehni Hebard, 1928
- Cophella setosa Otte & Perez-Gelabert, 2009
- Cophella soteriodes Otte & Perez-Gelabert, 2009